# AgustaWestland AW159
O AgustaWestland AW159 Lynx Wildcat (anteriormente chamado de Future Lynx) é uma versão melhorada do helicóptero Westland Super Lynx, de uso militar. O AW159 servirá no utilitário de batalha, busca e salvamento e guerra anti-submarino. O helicóptero foi requisitado para o Exército Britânico e para a Royal Navy. Deverá entrar em serviço no Exército em 2014 e na RN em 2015.

## Concepção e desenvolvimento
Em 22 de Junho de 2006, o Ministério da Defesa britânico adjudiciou um contrato com a AgustaWestland de £ 1 bilhão para 70 helicópteros Future Lynx como um compromisso no âmbito do Acordo de Parceria Estratégica com a AgustaWestland. O programa prevê o fornecimento do Exército e da Marinha Real britânica, com 40 e 30 aeronaves, respectivamente, com opção para mais 10, divididos igualmente entre o Exército e a Marinha.. Em Dezembro de 2008 o Ministério da Defesa anunciou que o contrato seria alterado, com a encomenda reduzida para 62 aeronaves.
Em 24 de Abril de 2009, o Future Lynx foi rebatizado para AW159, e seria conhecido no serviço militar britânico como o Lynx Wildcat . O primeiro Lynx Wildcat voou pela primeira vez em Yeovil, em 12 de Novembro de 2009.

As entregas iniciais do modelo são esperadas para 2011. O AW159 será alimentado por duas turbinas LHTEC CTS800, oferecendo maior potência e resistência em relação aos propulsores Rolls-Royce Gem existentes nos atuais Lynx.

## História Operacional
O Reino Unido está a receber inicialmente 62 AW159s com 34 para o exército britânico e 28 para a Marinha Real. A variante do Exército está a entrar em serviço operacional em 2014, com a variante da RN em 2015.
A Royal Navy ativou seu primeiro esquadrão de Lynx Wildcat, a ser conhecido como 700W Naval Air Squadron (700 NAS).

## Operadores

### Reino Unido
- British Army - Army Air Corps
- Marinha Real - Fleet Air Arm